# Susques
Susques é uma cidade da Argentina, localizada na província de Jujuy. Fica no caminho ao Paso de Jama, e é um ponto de apoio, para abastecimento e hospedagem.

## Clima
Estando a 3.900 metros de altitude,e um lugar de extremos.Durante a noite é necessário o uso de calefação, mesmo no verão.No inverno,podem ocorrer até 23 graus negativos. Devido ao ar extremamente seco, experimenta uma grande amplitude térmica.